# 反情報計劃
反情報計劃（英語：COunter INTELligence PROgram，簡稱：COINTELPRO）是1956年至1971年間美國聯邦調查局一系列違憲的秘密政治迫害計劃，其目的是監視、滲透、中傷及擾亂國內的政治團體。聯邦調查局記錄顯示反情報計劃的有關組織會把聯邦調查局認為有顛覆性的組織和個人作為目標，其中包括美國共產黨、反越戰運動、黑人民權運動（如馬丁路德金、伊斯蘭國度、黑豹黨）、美國印第安運動、波多黎各獨立運動、第二波女權主義運動、環保運動及各種進步派社運團體等。
1971年，聯邦調查局在聖地亞哥資助、武裝和控制了一個由組成的極右翼準軍事組織“秘密軍隊組織”，以參與反戰運動的團體、活動家和領導人為目標，對他們使用恐嚇和暴力行為。FBI自成立以來就對國內各政治團體採取秘密行動，反情報計劃於1956年至1971年間盛行，通過心理戰策略比如偽造文件和在媒體上植入虛假報導來抹黑目標、跟蹤、騷擾、非法監禁、暴力，甚至暗殺來完全任務，許多這些的策略至今依舊在使用 。而根據參議院的一份報告，他們認為聯邦調查局的動機是「保護國家安全，防止暴力，維護現有的社會和政治秩序」。

## 著名的目標
- 马丁·路德·金恩
- 拉爾夫·阿伯內西
- 穆罕默德·阿里[20]
- 詹姆斯·鲍德温[21]
- 佛萊德·漢普頓（英语：Fred Hampton）
- 湯姆·海登
- 海明威
- 克拉克·克尔
- 麥爾坎·X[22]
- 休伊·牛頓
- 马里奥·萨维奥
- 珍·茜宝